# União das Freguesias de Palmeira de Faro e Curvos
Die União das Freguesias de Palmeira de Faro e Curvos ist eine portugiesische Gemeinde (Freguesia) im Kreis (Concelho) Esposende, Distrikt Braga, im Nordwesten Portugals.

## Geschichte
Die Gemeinde entstand im Zuge der Gebietsreform vom 29. September 2013 durch die Zusammenlegung der ehemaligen Gemeinden Palmeira de Faro und Curvos.
Palmeira de Faro wurde Sitz der neuen Verwaltung.

## Demographie

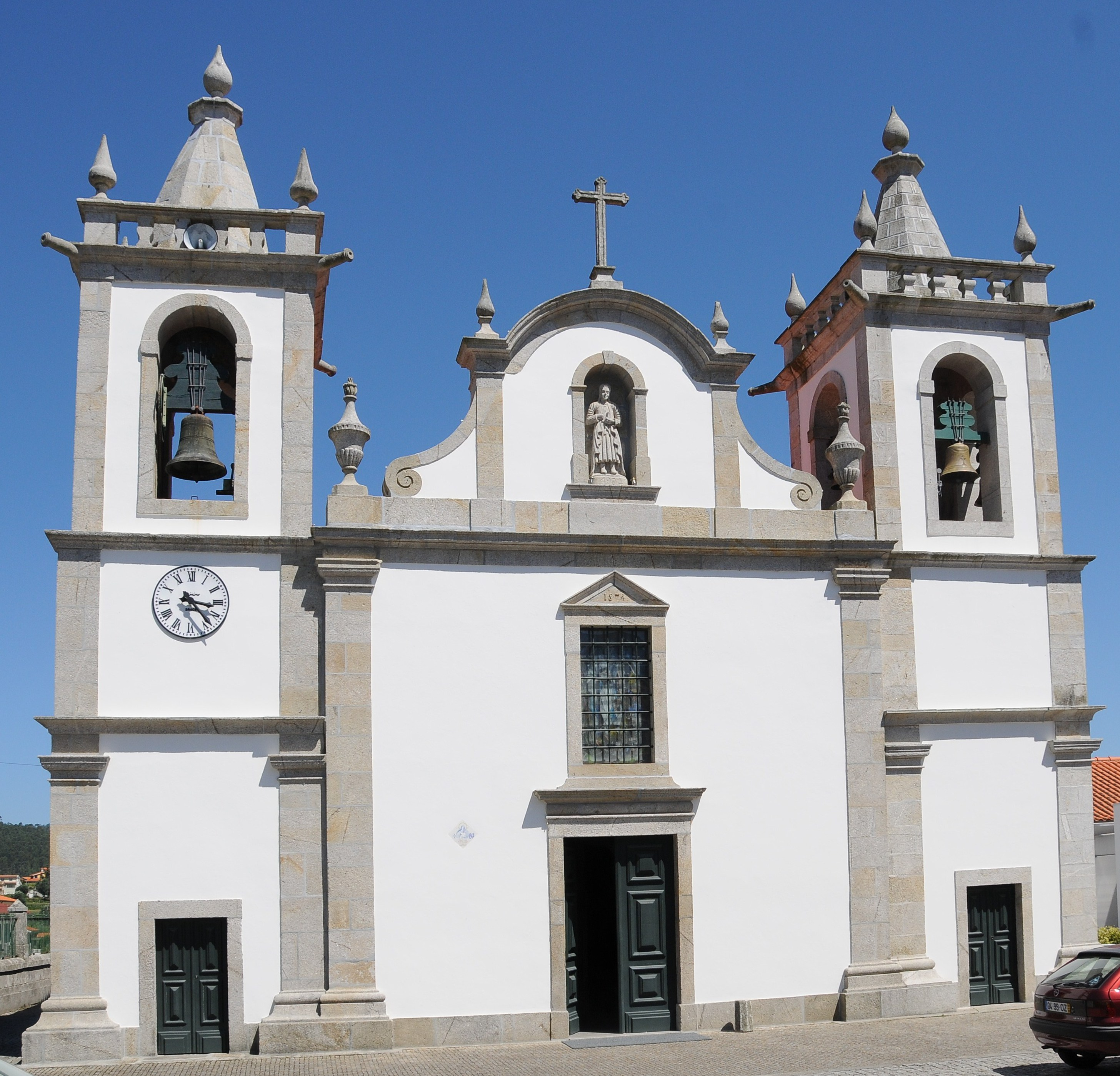
Das Pfarrkirche von Curvos

| Freguesia | Freguesia                 | Freguesia | Freguesia       | ehemalige Freguesias | ehemalige Freguesias | ehemalige Freguesias | ehemalige Freguesias |
| --------- | ------------------------- | --------- | --------------- | -------------------- | -------------------- | -------------------- | -------------------- |
| Wappen    | Freguesia                 | Einwohner | Fläche in (km²) | Wappen               | Freguesia            | Einwohner            | Fläche in (km²)      |
|           | Palmeira de Faro e Curvos | 3097      | 11,04           |                      | Palmeira de Faro     | 2404                 | 6,76                 |
|           | Palmeira de Faro e Curvos | 3097      | 11,04           | Curvos               | 811                  | 4,29                 |                      |